# Samvedi jezik
Samvedi jezik (ISO 639-3: smv), jedan od sedam konkanskih jezika, šira indoarijska skupina, kojim govori nepoznat broj ljudi na području indijske države Maharashtra.
Etnički Samvedi brahmanskog su porijekla. Nastanjeni su oko Bombaja; manjim dijelom su i kršćani.

## Vanjske poveznice
- Ethnologue (14th)
- Ethnologue (15th)